# Fairfield (Idaho)
Fairfield é uma cidade localizada no estado americano de Idaho, no Condado de Camas.

## Demografia
Segundo o censo americano de 2000, a sua população era de 395 habitantes.
Em 2006, foi estimada uma população de 404, um aumento de 9 (2.3%).

## Geografia
De acordo com o United States Census Bureau tem uma área de
0,8 km², dos quais 0,8 km² cobertos por terra e 0,0 km² cobertos por água. Fairfield localiza-se a aproximadamente 1544 m acima do nível do mar.

## Localidades na vizinhança
O diagrama seguinte representa as localidades num raio de 52 km ao redor de Fairfield.